# Miguel Britos
Miguel Ángel Britos Cabrera (pronúncia espanhola: [miˈɣel ˈβɾitos]; Maldonado, 17 de julho de 1985) é um ex-futebolista uruguaio que atuava como zagueiro.

## Biografia
Em 2005, Miguel estreou no futebol profissional pelo Fénix, onde participou de 12 jogos. Em 2006, foi transferido para a Juventud de Las Piedras, totalizando 33 jogos e 3 gols. Em julho de 2007, ele assinou com o Montevideo Wanderers: com o time Miguel participou de 26 jogos e marcou 1 gol. Em 2008, mudou-se para a Itália, assinando com o Bologna. Lá ele jogou por três temporadas, obtendo uma posição inicial e marcando 4 gols.
Em 12 de julho de 2011 foi vendido para o Napoli por um valor aproximado de 9 milhões de euros com contrato de 4 anos, além do empréstimo de Luigi Vitale. Durante o Troféu Gamper contra o Barcelona, o seu quinto metatarso do pé direito ficou ferido e o mesmo não pode jogar novamente até 12 de janeiro de 2012, quando fez sua estreia contra Cesena.
Em 13 de fevereiro de 2012, marcou seu primeiro gol com a camiseta napolitana contra o ChievoVerona. No dia 20 de maio, Miguel ganhou o primeiro troféu de sua carreira, a Copa Itália de 2012, jogando os últimos minutos da final contra a Juventus de Turim. Em 8 de novembro de 2012, ele estreou na Liga Europeia, jogando desde o primeiro minuto no jogo em casa contra o Dnipro ucraniano, que terminou com um resultado de 4 a 2 à favor dos napolitanos. Sua segunda temporada com o time foi concluída com 22 presenças.
Na temporada 2013/14, com a chegada de Rafael Benítez, iniciou a liga como defensor central titular junto com Raúl Albiol. No dia 4, marcou o primeiro gol contra o Milan (2-1 para o Napoli). Em 18 de setembro de 2013, o mesmo estreou na Liga dos Campeões contra o finalista Borussia Dortmund (2-1 a favor de Napoli). No final da temporada, ele ganhou sua segunda Copa da Itália. Em 22 de dezembro de 2014 venceu a Supercopa Italiana contra a Juventus de Turim, embora não tenha jogado a final em Doha.
Em 22 de julho de 2015, depois de 4 temporadas, 68 jogos e 3 gols na camisa napolitana, o defensor uruguaio assinou com o inglês Watford, assinando um contrato para as próximas três temporadas.

## Estatísticas
- Atualizado até 15 de maio de 2016[5]

| Time                 | Ano(s)   | Liga             | Ligas nacionais | Ligas nacionais | Taças nacionais | Taças nacionais | Taças continentais | Taças continentais | Total | Total |
| Time                 | Ano(s)   | Liga             | Jogos           | Gols            | Jogos           | Gols            | Jogos              | Gols               | Jogos | Gols  |
| -------------------- | -------- | ---------------- | --------------- | --------------- | --------------- | --------------- | ------------------ | ------------------ | ----- | ----- |
| Fénix                | 2005–06  | Primeira Divisão | 12              | 0               | -               | -               | -                  | -                  | 12    | 0     |
| Juventud             | 2006–07  | Segunda Divisão  | 16              | 1               | -               | -               | -                  | -                  | 16    | 1     |
| Montevideo Wanderers | 2007–08  | Primeira Divisão | 26              | 1               | -               | -               | 2                  | 0                  | 28    | 1     |
| Bologna              | 2008–09  | Serie A          | 14              | 1               | 2               | 0               | -                  | -                  | 16    | 1     |
| Bologna              | 2009–10  | Serie A          | 23              | 0               | 1               | 0               | -                  | -                  | 24    | 0     |
| Bologna              | 2010–11  | Serie A          | 34              | 3               | 0               | 0               | -                  | -                  | 34    | 3     |
| Napoli               | 2011–12  | Serie A          | 11              | 1               | 2               | 0               | 0                  | 0                  | 13    | 1     |
| Napoli               | 2012–13  | Serie A          | 22              | 0               | 1               | 0               | 3                  | 0                  | 27    | 0     |
| Napoli               | 2013–14  | Serie A          | 16              | 1               | 1               | 0               | 5                  | 0                  | 22    | 1     |
| Napoli               | 2014–15  | Serie A          | 17              | 1               | 4               | 0               | 12                 | 0                  | 33    | 1     |
| Watford              | 2015–16  | Primeira Liga    | 24              | 0               | 3               | 0               | 0                  | 0                  | 27    | 0     |
| Total                | Carreira | Carreira         | 217             | 11              | 14              | 0               | 22                 | 0                  | 244   | 11    |

## Títulos
Juventud
- Torneio de Viareggio: 2006

Napoli
- Copa da Itália: 2011–12 e 2013-14
- Supercopa da Itália: 2014